# Colli di Scandiano e di Canossa Lambrusco Montericco rosato frizzante
Le Colli di Scandiano e di Canossa Lambrusco Montericco rosato frizzante est un vin effervescent rosé de la région Émilie-Romagne doté d'une appellation DOC depuis le 20 septembre 1996. Seuls ont droit à la DOC les vins récoltés à l'intérieur de l'aire de production définie par le décret. 

## Aire de production
Les vignobles autorisés se situent en province de Reggio d'Émilie dans les communes de Albinea, Quattro Castella, Bibbiano, Montecchio, San Polo d'Enza, Canossa, Vezzano sul Crostolo, Viano, Scandiano, Castellarano et Casalgrande ainsi qu'en partie sur le territoire des communes Reggio d'Émilie, Casina, Sant'Ilario d'Enza et Cavriago.
Voir aussi l’article  Colli di Scandiano e di Canossa Lambrusco Montericco rosato.

## Caractéristiques organoleptiques
- couleur : rosé plus ou moins intense
- odeur : agréable, caractéristique, fruité
- saveur : sec ou aimable, caractéristique, frais, agréable, harmonique

Le Colli di Scandiano e di Canossa Lambrusco Montericco rosato frizzante se déguste à une température de 8 à 10  °C et il se boit jeune.

## Production
Province, saison, volume en hectolitres :
- pas de données disponibles